# 헤일 (벨기에)

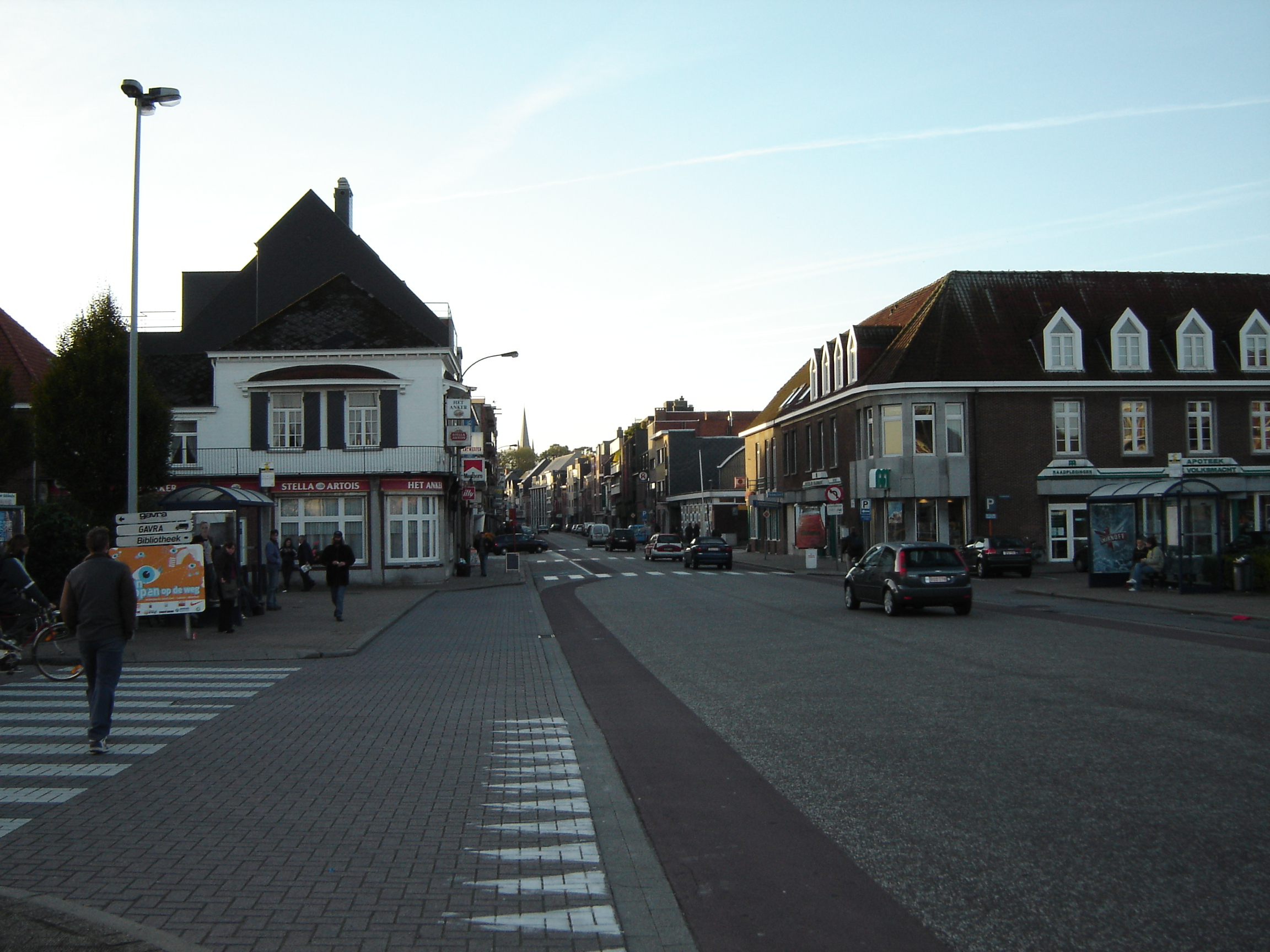
헤일 시가지

헤일(네덜란드어: Geel)은 벨기에 플란데런 지역 안트베르펜주에 위치한 도시로 면적은 109.85km2, 인구는 37,848명(2013년 1월 1일 기준), 인구 밀도는 340명/km2이다.

시기
시 문장